# Wimpersporig vlieskelkje
Het wimpersporig vlieskelkje (Hymenoscyphus scutula) is een schimmel die behoort tot de familie Helotiaceae. Hij leeft saprotroof op kruidachtige tot houtige stengels van composieten en andere kruiden o.a. munt (Mentha) en brandnetel (Urtica). Hij groeit in verschillende habitats waar grote kruiden aanwezig zijn. Het vaakst in loofbossen op vochtige tot natte, voedselrijke bodems, maar hij komt ook voor in oevervegetaties, ruigtevegetaties en verruigde graslanden.

## Kenmerken

### Uiterlijke kenmerken
De schimmel produceert grote groepen kelkjes die op dode planten stengels groeien. De bovenzijde van de vruchtlichamen is ondiep komvormig tot bijna plat, variërend van 0,1 tot 0,4 cm in diameter. Het hymenium (bovenzijde) is lichtgeel tot crème en glad, met een scherpe, vaak wittige rand. De onderzijde is lichter van kleur dan de sporen producerende oppervlakte, meestal bleekgeel of wit, en kan vezelig lijken met donkere strepen. De rand heeft vaak een scherpe, enigszins wittige rand. De steel is variabel in lengte, meestal 0,1-0,7 cm, slank en cilindrisch, vaak met een cream kleur. Soms is de steel bijna afwezig of komt deze voort uit een donker gekleurd subiculum.

### Microscopische kenmerken
De asci zijn 8-sporig, variëren in lengte van 90-110 µm, cilindrisch tot clavaat qua vorm en hebben een porie die blauw kleurt bij jodium. De ascosporen zijn spoelvormig of licht gekromd en hebben soms een wimper/borstel aan één of beide uiteinden meten en meten 18-28 x 3-5 µm. De parafysen zijn dun, maximaal 3 micron lang en naar boven toe iets verbreed. 

## Verspreiding
Het wimpersporig vlieskelkje komt voor in alle continenten (met uitzondering van Antarctica). Het meest frequent wordt het gevonden in Europa en Noord-Amerika. In Nederland komt het wimpersporig vlieskelkje algemeen voor. Het staat niet op de rode lijst en is niet bedreigd.